# Alessandro Zisa
Carlo Alessandro Zisa (Cortina d'Ampezzo, 11 aprile 1965) è un giocatore di curling italiano, atleta del Curling Club Dolomiti.

## Carriera agonistica

### Nazionale
Il suo esordio con la nazionale italiana di curling è stato il campionato europeo del 1997, disputato a Füssen, in Germania: in quell'occasione l'Italia si piazzò al tredicesimo posto. Con la nazionale partecipa a un campionato mondiale e a 10 campionati europei.
Con una decisione molto discussa è stato escluso dalla formazione che ha partecipato alle Olimpiadi di Torino, pur giocando nella stessa stagione il campionato europeo di curling con la squadra nazionale.
Nel 2012 entra a far parte della nazionale misti con cui parteciperà ad un europeo misti disputato a Erfurt, in Turchia. In quel caso l'Italia si è piazzata in sedicesima posizione.
In totale Zisa vanta 105 presenze in azzurro di cui 98 con la nazionale maschile. Il miglior risultato dell'atleta è il quinto posto ottenuto ai campionati europei del 2004 disputati a Sofia, in Bulgaria.
CAMPIONATI
Nazionale assoluta:
- Mondiali
  - 2005 Victoria ( Canada) 12°
- Europei
  - 1997 Füssen ( Germania) 13°
  - 1999 Chamonix ( Francia) 12°
  - 2000 Oberstdorf ( Germania) 12°
  - 2003 Courmayeur ( Italia) 8°
  - 2004 Sofia ( Bulgaria) 5°
  - 2005 Garmisch-Partenkirchen ( Germania) 9°
  - 2006 Basilea ( Svizzera) 12°
  - 2007 Füssen ( Germania) 10°
  - 2008 Örnsköldsvik ( Svezia) 12°
  - 2009 Aberdeen ( Scozia) 10°

Nazionale misti:
- Europei misti
  - 2012 Erfurt ( Turchia) 16°

### Circuito WCT
La squadra del Curling Club Dolomiti partecipa annualmente alle competizioni del circuito europeo WCT (World Curling Tournament), che equivale ad una sorta di "coppa del mondo" per squadre societarie. Per due volte Alessandro ha vinto l'ultima tappa del circuito che si disputa a Praga.

### Campionati italiani
Zisa ha preso parte ai campionati italiani di curling con il Curling Club Dolomiti ed è stato dieci volte campione d'Italia:
- Campionato italiano assoluto:
- Campionato italiano misto:
- Campionato italiano junior:

## Incarichi sociali e sportivi
Alessandro è stato presidente dell'Associazione Curling Cortina.